# 7405-ös mellékút (Magyarország)
A 7405-ös számú mellékút egy több mint 28 kilométer hosszú, négy számjegyű országos közút Zala vármegye középső részén. Zalaegerszeget kapcsolja össze Zala vármegye délnyugati részével, a Lenti vonzáskörzetébe tartozó településekkel.

## Nyomvonala
A 762-es főútból, vagyis a 76-os főút egykori zalaegerszegi belvárosi szakaszából ágazik ki, annak 59,200-as kilométerszelvényénél, a zalai vármegyeszékhely Vorhota városrészének északi szélén. Nyugat felé indul, a városrész peremén, és alig 200 méter után kiágazik belőle dél felé a 74 104-es út, amelyen Szenterzsébethegy és Újhegy városrészekre juthatunk el (Újhegyre az előbbi mellékútból kiágazó 74 105-ös út vezet).
1. kilométerénél keresztez egy iparvágányt, majd 1,150-es kilométerszelvénye közelében kiágazik belőle dél felé egy rövid útszakasz 74 302-es számozással: ez az 1913-tól 2009-ig működött, de nyomvonal-változtatás miatt azóta teljesen megszüntetett régi andráshidai vasútállomáshoz vezetett. 1,4 kilométer után az út átlép Teskánd területére, ahol a Petőfi Sándor utca nevet veszi fel. 1,550-es kilométerszelvényénél ott keresztezi a Szentmihályfai-patakot, majd az 1,650-es kilométerszelvényénél kiágazik belőle észak-északnyugat felé a 7409-es út, és itt délnyugati, később még délebbi irányt vesz.
2,4 kilométer után kiágazik belőle nyugat felé a 74 112-es út: ez Hottóra vezet és ott ér véget 2,4 kilométer után. (Hottó egyébként nem zsákfalu, mert elérhető egy másik úton is, igaz, hogy az is Teskánd területéről indul.) A 3,450-es kilométerszelvénye után lép ki az út Teskánd házai közül, és nagyrészt délnek halad ezután is. 4,8 kilométer után beletorkollik délkelet felől a 7407-es út, 6,7 kilométer megtétele után, 5,2 kilométer után pedig kiágazik belőle északnyugat felé a 74 113: ez a Hottóhoz tartozó Szentmihályfára és onnan tovább Bödére vezet. Böde zsáktelepülés, közúton más útvonalon nem érhető el.
5,3 kilométer teljesítését követően az út átlép Dobronhegy területére, a község házait 6,7 kilométer után éri el; a falu északi részén Petőfi utca, a déli részen Ady Endre utca néven húzódik. 7,5 kilométer után kilép a községből, ott több éles irányváltása következik. A 8. kilométerénél kiágazik belőle dél felé a 74 114-es út, ez Milejszeg község lakott területeire vezet. Az elágazástól az út már Dobronhegy és Milejszeg határvonalán húzódik, egy darabig északnyugati irányba, majd ott, ahol – a 8,650-es kilométerszelvénye közelében – elhalad a két előbbi település és Hottó hármashatára mellett, délnyugatnak indul, Milejszeg külterületén.
9,3 kilométer után eléri Csonkahegyhát határát, a 9,750-es kilométerszelvényéig annak a településnek a határvonalán halad, majd ott teljesen belép a község területére. Ugyanott egy elágazást is elér: ott torkollik vissza a 74 114-es út Milejszeg központja felől, délkeleti irányból.
Csonkahegyhát házait az út 10,3 kilométer után éri el, ugyanott ágazik ki belőle dél felé a 74 116-os út: ez Pálfiszeg központjába vezet és ott ér véget 3 kilométer után. Csonkahegyhát lakott területén az út a Fő utca nevet viseli és délnyugat felé halad, majd a 11. kilométere után nem sokkal kiágazik belőle egy újabb út, ezúttal nyugat felé. Ez a 74 117-es út, ami Kustánszegre vezet és ott ér véget 5,7 kilométer után; de ezen az úton lehet elérni Németfalut is, a Csonkahegyhát nyugati peremvidékén abból kiágazó, 3,7 kilométer hosszú 74 118-as úton, Ugyanitt a 7405-ös út délnek fordul, és a Kossuth utca nevet veszi fel.
A 12. kilométerétől majdnem pontosan egy kilométeren át Csonkahegyhát és Becsvölgye határán húzódik, közben délnyugatnak fordul. A Becsvölgyéhez tartozó Kislengyel első házait a 14. kilométere táján éri el, ott Zrínyi utca a neve; 14,8 kilométer után már külterületen jár. Becsvölgye központját 16,9 kilométer után éri el, ott torkollik bele kelet felől, csaknem 7 kilométer megtétele után a 7401-es útból Gombosszeg külterületén kiágazó 7414-es út.
19,5 kilométer megtételét követően átlép Szilvágy területére, majd ott, 20,4 kilométer után egy elágazáshoz ér. Délkelet felől a 7415-ös út torkollik be ide, 7 kilométer megtétele után, a 7405-ös számot pedig a nyugat-északnyugati irányban induló út viszi tovább. 22 kilométer után érkezik meg Szilvágy belterületére, ott Béke utca a neve és nyugati irányba halad. 22,8 kilométer táján, a falu nyugati szélén mellé szegődik a Csömödéri Állami Erdei Vasút egy szárnyvonala, majd 23,9 kilométer után keresztezi a vágányokat, és innen eltávolodnak egymástól: a vasút dél felé halad tovább, az út pedig nyugatnak fordul.
24,7 kilométer után éri el Pórszombat határát, majd 25,5 kilométer után, még külterületen kiágazik belőle észak felé a 74 152-es út, ami Pusztaapáti községbe vezet és ott ér véget, bő 4,5 kilométer után. 25,9 kilométer megtételét követően ér be az út Pórszombat lakott területének házai közé, ahol a Kossuth Lajos utca nevet viseli, egészen addig, amíg – 27,3 kilométer után – ki nem lép a település házai közül, majd 28,4 kilométernél a község területéről is. Utolsó 200 méterén Kálócfa külterületén halad, ott ér véget, beletorkollva a 86-os főútba, nem messze annak 17. kilométerétől.
Teljes hossza, az országos közutak térképes nyilvántartását szolgáló kira.gov.hu adatbázisa szerint 28,608 kilométer.

## Települések az út mentén
- Zalaegerszeg
- Teskánd
- Dobronhegy
- (Milejszeg)
- (Hottó)
- Csonkahegyhát
- Becsvölgye
- Szilvágy
- Pórszombat
- (Kálócfa)

## Hídjai
Négy jelentősebb hídja van, ezek az alábbiak:
- A teskándi KCS tartós híd a Szentmihályfai-patak felett, az 1+569-es kilométerszelvényénél; ez 1983-ban épült, KCS tartós szerkezettel, teljes szerkezeti hossza 13,3 méter, egyetlen nyílásának szélessége 12,0 méter.
- Teskánd és Dobronhegy határán a Szentmártoni-patak feletti híd, az 5+301-es kilométerszelvényénél; ez 1954-ben épült, monolit vasbetonlemez szerkezettel, teljes szerkezeti hossza 10,2 méter, egyetlen nyílásának szélessége 9, méter.
- Dobronhegy külterületén a Dobronhegyi-patak feletti híd, az 5+394-es kilométerszelvényénél; ez 1934 óta áll, monolit vasbetonlemez szerkezettel épült meg, teljes szerkezeti hossza 10,1 méter, egyetlen nyílásának szélessége 9,1 méter.
- Pórszombat és Kálócfa határán a Turbi-patak feletti híd, a 28+406-os kilométerszelvényénél; ez 1956-ban épült, monolit vasbetonlemez szerkezettel, szerkezeti hossza 8,9 méter, nyílásának szélessége 8,0 méter.[1]